# Mietvilla Anton-Graff-Straße 15

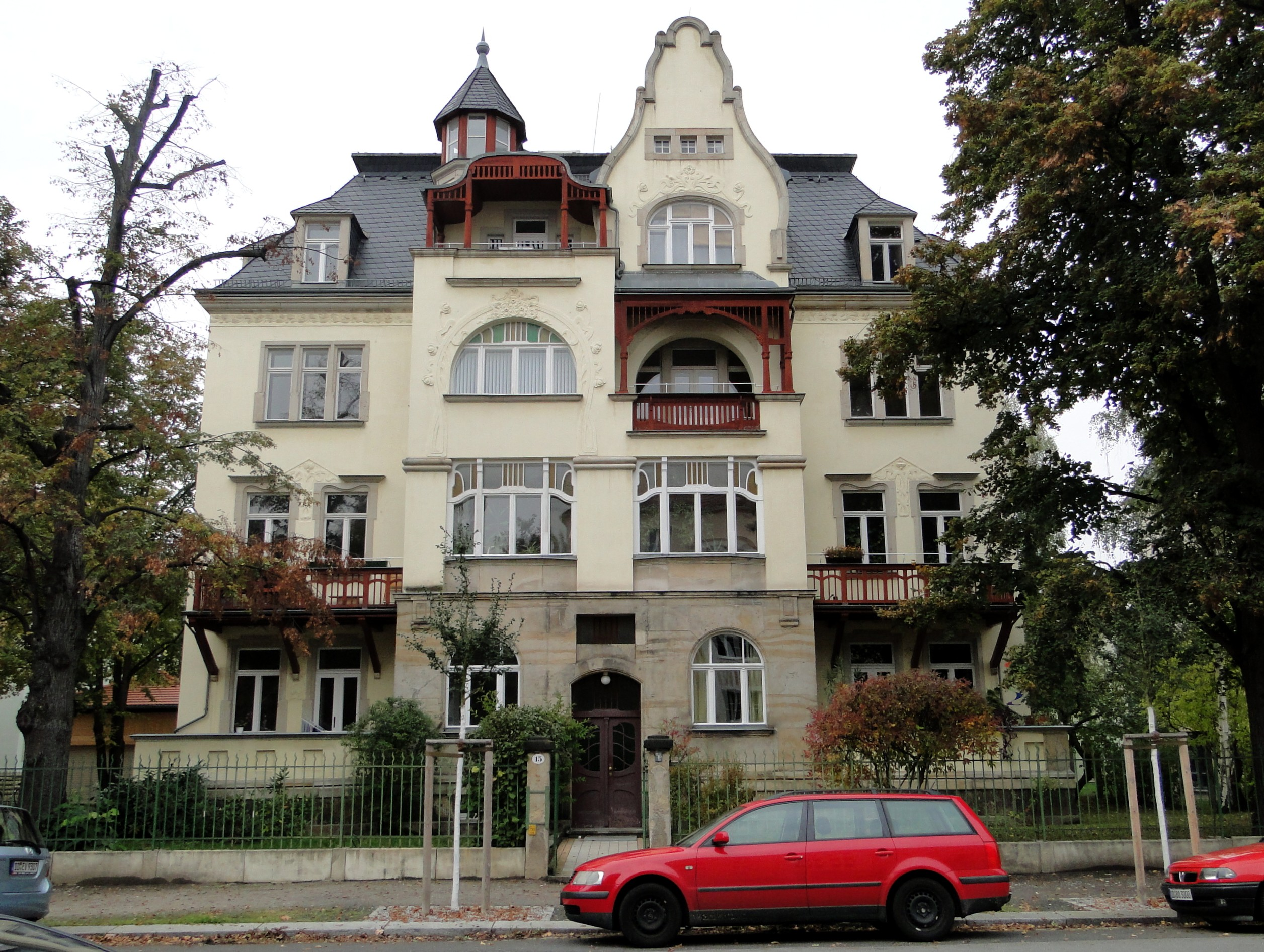
Villa Anton-Graff-Straße 15

Die Mietvilla Anton-Graff-Straße 15 ist ein denkmalgeschütztes Jugendstil-Wohnhaus im Dresdner Stadtteil Striesen. Es wurde 1903 für Johann Ernst Uhlig aus Dresden-Leuben erbaut.

## Beschreibung
Das Mehrfamilienhaus wurde als dreigeschossiges, freistehendes Gebäude mit ausgebautem Dachgeschoss errichtet. Während die Fassade bis zum ersten Obergeschoss symmetrisch angelegt worden ist, wurden ab dem zweiten Obergeschoss die beiden Mittelachsen verschieden gestaltet. So endet die linke Mittelachse bereits nach dem zweiten Obergeschoss in einen Altan, die rechte Mittelachse findet ihren oberen Abschluss in einem barockisierenden Schweifgiebel.
Die Denkmaleigenschaft wird vom Landesamt für Denkmalpflege Sachsen beschrieben: „Durch Balkone, unterschiedliche Fensterformen, geschwungene Giebel und turmartigen Dachaufbau besonders aufwendig wirkendes repräsentatives Gebäude, vor allem vom Jugendstil geprägt.“